# Crocuta crocuta spelaea
La iena delle caverne (Crocuta crocuta spelaea, Goldfuss, 1823), è una specie di iena vissuta durante l'epoca geologica del Pleistocene. Originaria dell'Eurasia occidentale, si diffuse successivamente fino alla Crimea. La sua esistenza è testimoniata dalla vasta gamma di resti fossili e da alcuni dipinti preistorici.
È stata uno dei predatori dominanti dell'Europa pleistocenica insieme ai leoni della steppa e ai lupi; la sua alimentazione era costituita principalmente da carcasse di grandi erbivori come elefanti, rinoceronti lanosi e orsi delle caverne, ma nonostante ciò ci sono prove che essa fosse specializzata nella caccia di equini e di bisonti della steppa. Come l'odierna iena maculata africana, aveva una pelliccia maculata e le femmine superavano in grandezza gli esemplari maschili.
Il suo stato tassonomico è tuttora dibattuto: alcuni autori la considerano una sottospecie della iena macchiata, poiché analisi del DNA mostrano che le sue divergenze sono aggregabili entro la diversità genetica di questa specie. Altri autori sostengono invece si tratti di una specie a sé stante basandosi soprattutto sulla forma del telencefalo, meno sviluppato rispetto a quello della iena macchiata e perciò indicativo di comportamenti e abitudini alimentari diversi.
La iena delle caverne ha una lunga storia di associazione con l'uomo: ne esistono rappresentazioni artistiche risalenti al Paleolitico superiore, inclusi dipinti rupestri nelle Grotte di Lascaux e di Chauvet. Inoltre ci sono prove che fosse sia predatore che preda dell'uomo.

## Filogenesi
I reperti fossili rimandano a un'origine africana del genere Crocuta, che successivamente si espanse in Eurasia durante il Pleistocene superiore, per poi restringersi nel continente d'origine. Le date ottenute con il metodo del carbonio-14 su fossili in Europa, indicano che la colonizzazione eurasiatica avvenne circa 430.000-163.000 anni fa.
Un albero filogenetico basato sul citocromo b delle iene maculate viventi e fossili punta all'esistenza di quattro aplogruppi denominati A1/2, B, C e D. Essi derivano da una popolazione ancestrale asiatica legata alla steppa eurasiatica che cominciò a frammentarsi nel Pleistocene medio a causa di cambiamenti climatici:
|  | C (Africa meridionale)  |
|  |                         |
|  | B† (Europa occidentale) |
|  |                         |

|  | A1† (Eurasia occidentale)  |
|  |                            |
|  | A2 (Africa settentrionale) |
|  |                            |

|  | C (Africa meridionale)  |
|  |                         |
|  | B† (Europa occidentale) |
|  |                         |

|  | A1† (Eurasia occidentale)  |
|  |                            |
|  | A2 (Africa settentrionale) |
|  |                            |

|  | C (Africa meridionale)  |
|  |                         |
|  | B† (Europa occidentale) |
|  |                         |

|  | A1† (Eurasia occidentale)  |
|  |                            |
|  | A2 (Africa settentrionale) |
|  |                            |

|  | C (Africa meridionale)  |
|  |                         |
|  | B† (Europa occidentale) |
|  |                         |

|  | A1† (Eurasia occidentale)  |
|  |                            |
|  | A2 (Africa settentrionale) |
|  |                            |

Le analisi dimostrarono che le iene delle caverne, rappresentate dai cladi A1 e B, non formavano un gruppo monofiletico: il primo clado è più geneticamente affine alle odierne popolazioni nordafricane di iena macchiata rispetto al secondo, quest'ultimo infatti dimostra maggior affinità verso le iene macchiate dell'Africa meridionale.

## Paleobiologia

### Descrizione

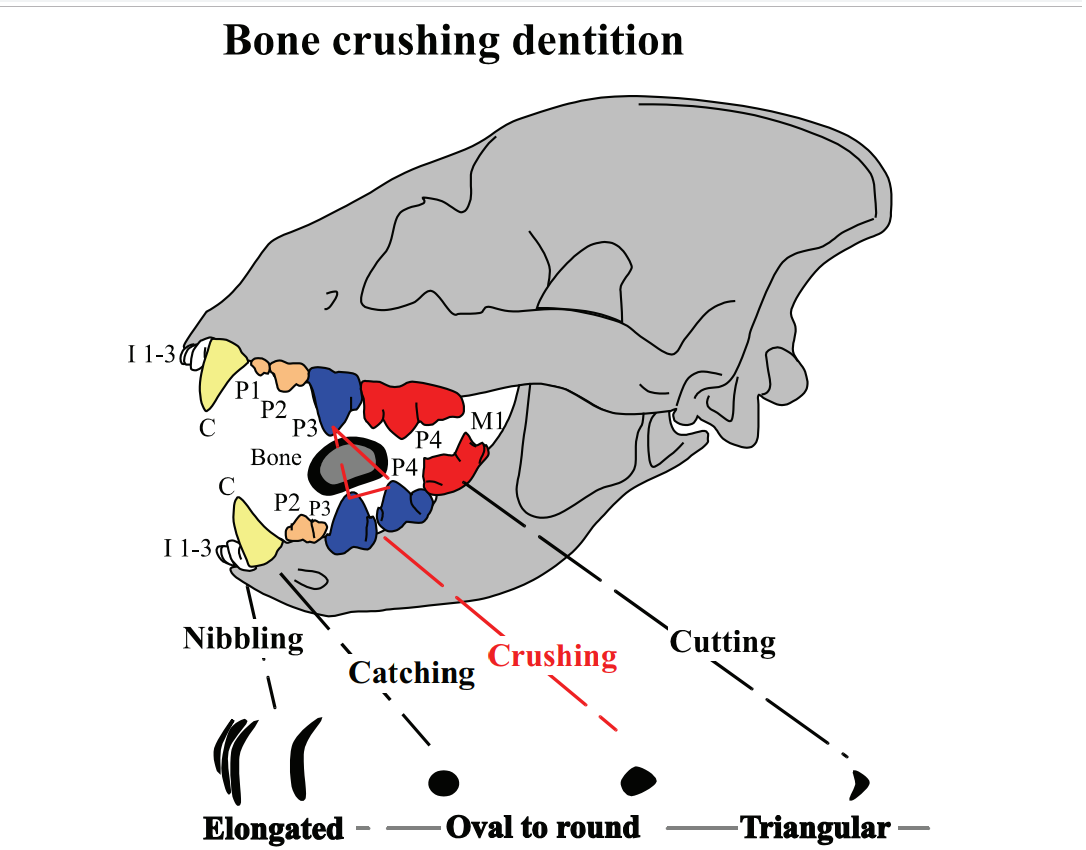
Cranio con i denti e le loro funzioni evidenziati

La differenza principale tra la iena macchiata e la iena delle caverne sta nella diversa lunghezza delle ossa degli arti posteriori e anteriori. Nella iena delle caverne, l'omero e il femore sono più lunghi, a indicare un adattamento ad ambienti diversi da quelli della iena macchiata. Il primo era inoltre un animale più pesante e robusto: un esemplare quasi completo, rinvenuto dalla caverna Los Aprendices nella Spagna settentrionale, fu stimato pesare 103 chili in vita. Anche in questa specie le femmine erano più grandi dei maschi.
Uno studio svolto su 16 esemplari fossili di Crocuta pleistocenici indicò che la iena delle caverne era soggetta alla Regola di Bergmann, diventando più grande durante i periodi glaciali e più piccola durante i periodi interglaciali. Lo stesso studiò rivelò un progressivo aumento negli adattamenti carnivori dei denti durante i periodi glaciali, indicando che era una cacciatrice ancora più attiva dell'odierna iena macchiata. Tale comportamento fu reso necessario dal bisogno di nutrirsi di carne fresca ricca di calorie in un ambiente gelido.
I dipinti rupestri nelle Grotte di Lascaux e Chauvet indicano che la iena delle caverne era provvista di macchie e criniera caratteristiche della iena macchiata moderna. È stato anche ipotizzato che possedesse una pelliccia più folta dell'attuale iena macchiata come conseguenza dell'adattamento ambientale.

### Cervello
I calchi digitali endocranici presi dalle iene macchiate odierne e quelli di due crani di iena delle caverne dimostrano che questi ultimi disponevano di un volume encefalico di 174-218 cm³, superiore alla iena macchiata odierna che ha un volume medio di 160 cm³. Nelle iene delle caverne però il telencefalo anteriore occupava solo il 15,9-16,6% del volume encefalico totale, mentre nella iena macchiata occupa il 24,5%.
Siccome studi precedenti hanno dimostrato una correlazione tra lo sviluppo del telencefalo, la sociabilità e flessibilità alimentare nelle iene, è stato proposto, alla luce di questa scoperta, che la iena delle caverne non avesse comportamenti sociali complessi o un grado di adattabilità paragonabili alla iena macchiata, e che fosse invece più simile in comportamento alle odierne iene striate e brune, entrambe note come spazzini solitari. Poiché tali differenze non corrispondono a ciò che ci si aspetta da semplici varianti geografiche d'una singola specie, i ricercatori che hanno condotto lo studio hanno proposto che queste differenze comportino un'indicazione dello stato specifico della iena delle caverne.

### Habitat
La maggior parte dei resti di iena delle caverne sono stati rinvenuti nelle grotte verticali, i terrazzi fluviali, i löss e i carsismi di gesso in zone di pianura e montagnose, luoghi evidentemente usati come tane dagli animali in vita. Sono state identificate tre categorie di tana, differenziate in base ai loro contenuti ossei:
- tane di nascita, dove si riscontrano i denti da latte dei cuccioli e ossa di prede rosicchiate dai piccoli durante lo svezzamento;
- tane comuni, in cui si trovano i resti di iene adulte e vecchie e coproliti abbondanti usati nella marcatura territoriale;
- tane di preda, dove le iene trasportavano i resti delle carcasse.[3]

### Alimentazione

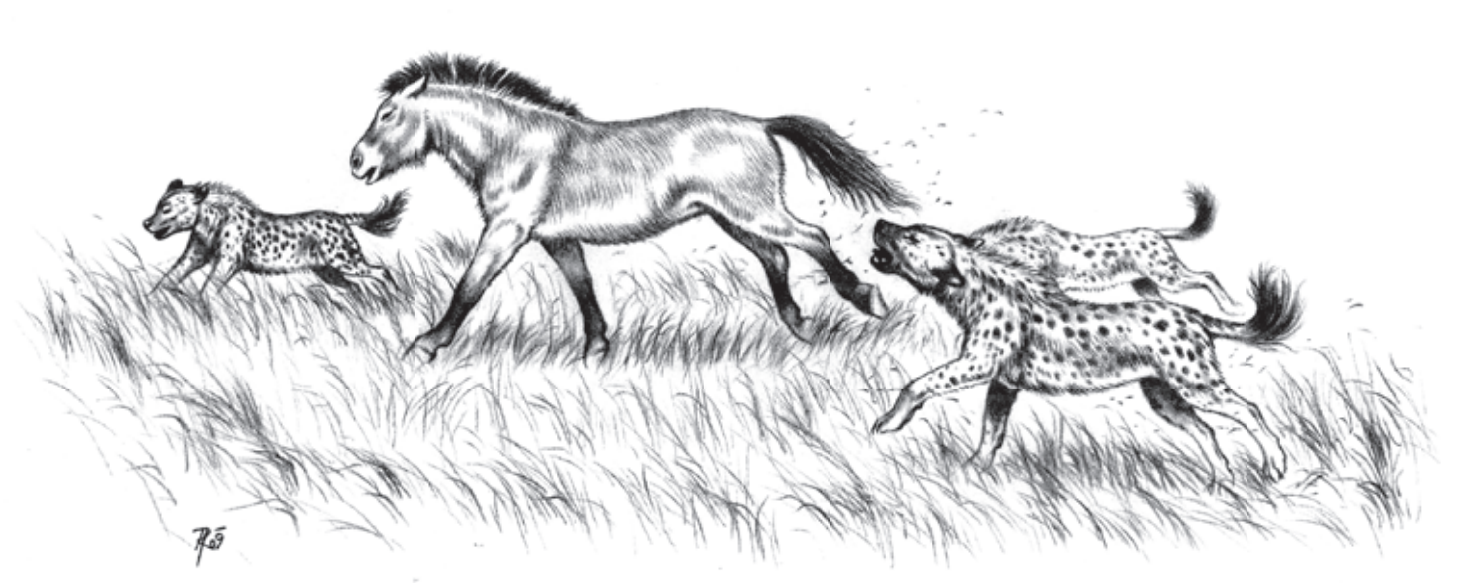
Illustrazione di iene che cacciano un cavallo di Przewalski

Le prede più comuni rinvenute nelle tane trovate in Europa sono invariabilmente i cavalli: nella sola caverna di Srbsko Chlum-Komìn della Repubblica Ceca, i resti di cavallo costituiscono il 51% delle specie presenti. Questa predilezione per gli equini è condivisa con la iena macchiata odierna, per la quale le zebre possono costituire il 70% delle prede. Gli emioni erano anch'essi predati, ma i loro resti sono più rari, essendo limitati a zone di steppa.

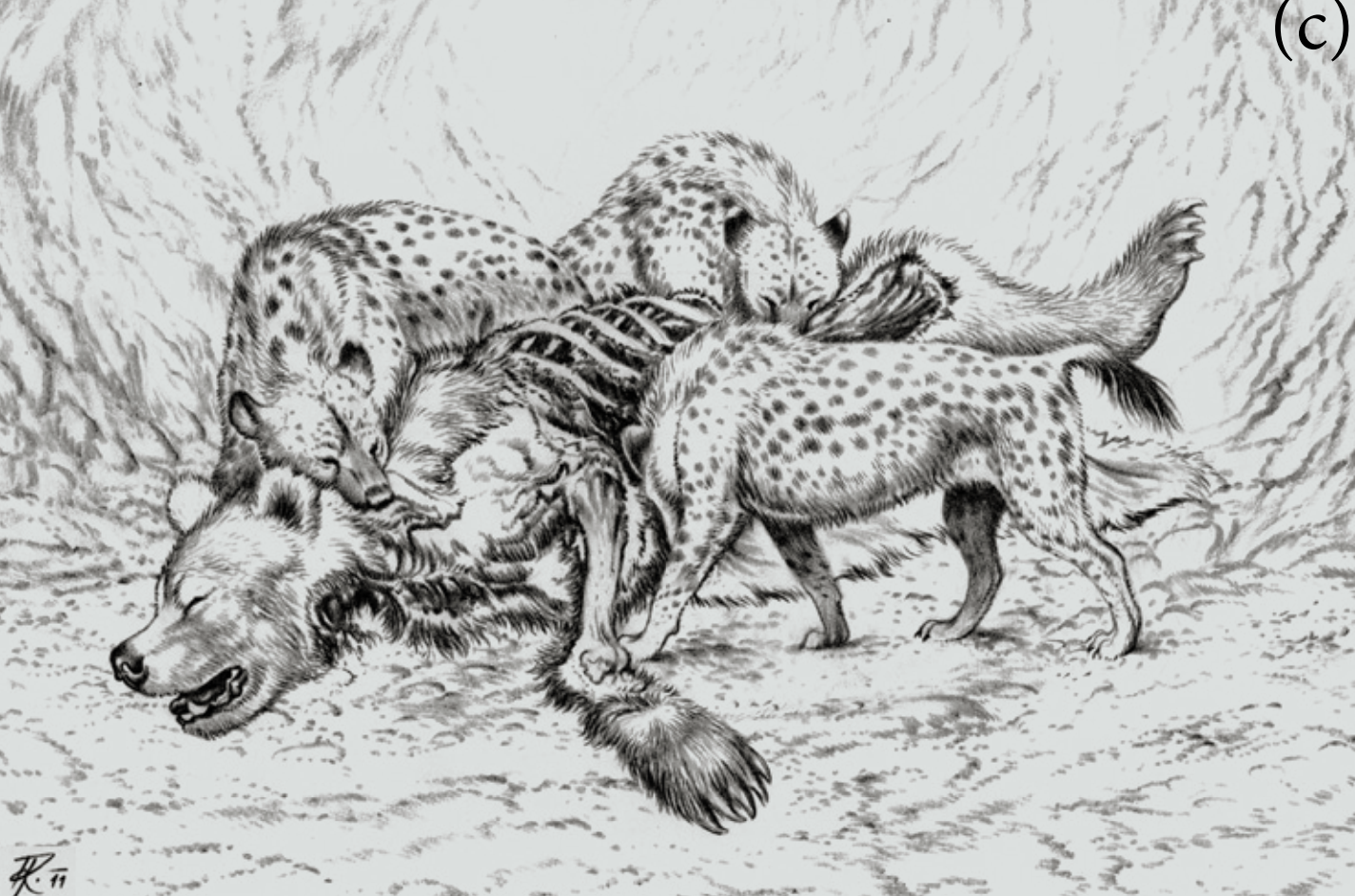
Illustrazione di iene che si cibano d'un orso delle caverne

Anche i resti di bisonte della steppa sono generalmente rari nelle tane di iene ed è stato proposto che queste prede fossero evitate, tranne che nei periodi freddi, per diminuire la concorrenza con i leoni delle caverne e i lupi. Alcuni siti però, come la grotta di San Teodoro, dove i bisonti costituiscono il 50% dei resti, indicano che alcune popolazioni di iene si specializzavano nella loro caccia nelle zone ove scarseggiavano i mammut e gli orsi, le cui carcasse erano una delle principali fonti di cibo in gran parte d'Europa.
Il rinoceronte lanoso era, insieme al cavallo, una preda principale nel carsismo boemo. I resti di rinoceronte dimostrano gli stessi segni di disarticolazione che si riscontrano nelle carcasse di megafauna africana consumata dalle iene moderne, specificamente nella rimozione delle ossa zigomatiche per esportare la mandibola. I cervidi sono rari o assenti nelle tane, essendo probabilmente troppo veloci per le iene. La presenza dei palchi nelle tane però indica che le iene li raccoglievano per poi rosicchiarli.
L'orso delle caverne era la preda principale nelle zone boreali: nelle grotte di Perick e di Bilstein in Germania, il 67-94% dei ritrovamenti ossei nelle tane di iena sono d'orso. È stato proposto che molti presunti "flauti di Neanderthal" fatti con i femori dei cuccioli d'orso, incluso il flauto di Divje Babe, siano infatti i risultati di tentativi da parte delle iene di perforare le ossa.
I resti di elefante (Loxodonta, Mammuthus e Palaeoloxodon) sono presenti soprattutto nei siti di pianura, ma rari nelle zone boreali. La presenza di segni di rosicchiatura sulla superficie inferiore delle vertebre indica che le iene delle caverne si cibavano di elefanti come fanno le iene odierne, cominciando dalla pelle sottile dell'ano per poi consumare la carcassa dall'interno.

### Nemici e concorrenti
Le iene delle caverne evidentemente erano concorrenti dei leoni delle steppe per lo spazio vitale nelle grotte e per le prede, in particolare gli orsi. Circa 1-3% di tutti i resti di leone pleistocenico mostrano segni di consumo da parte delle iene, e ambedue le specie rinvenute nella caverna di Zoolithen, in Germania, mostrano patologie sul cranio associate a scontri aggressivi.

## Estinzione
Le popolazioni di iene cominciarono a diminuire circa 20.000 anni fa, scomparendo totalmente dall'Europa occidentale 14.000-11.000 anni fa. La causa finale dell'estinzione di questa iena è ancora incerta. Sebbene il cambiamento climatico sia stato proposto come causa, è insufficiente come spiegazione per l'estinzione totale della specie. Anche se il gelo dell'ultimo massimo glaciale aveva diminuito l'habitat della iena delle caverne nell'Europa settentrionale e separata permanentemente dai suoi cugini africani, esistevano comunque zone abitabili in Europa meridionale e centrale; inoltre, la specie era già sopravvissuta a precedenti periodi glaciali.
Nella penisola iberica, il cambiamento climatico fu scartato come causa della sua estinzione perché, sebbene l'ultimo massimo glaciale avesse causato la scomparsa di alcune specie cacciate dalle iene, c'erano ancora abbondanza di animali che avrebbero potuto sostenerle. Nell'Europa occidentale, l'estinzione della iena delle caverne coincise con una diminuzione delle zone di pianura aperta di 12.500 anni fa. L'Europa subì un'enorme perdita degli habitat favoriti dalle iene e una corrispondente crescita di boschi misti. In tali circostanze, le iene sarebbero state svantaggiate nella concorrenza con gli umani e i lupi, adattati sia alle foreste che alle zone aperte.

## Interazioni con gli ominidi

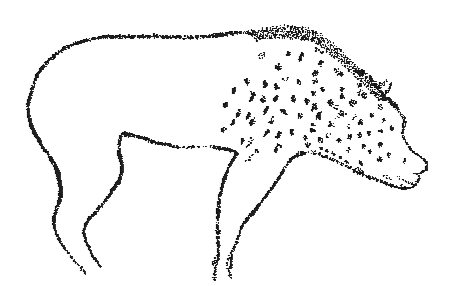
Ricostruzione di un dipinto preistorico di iena delle caverne nella Grotta Chauvet

Ci sono prove che la iena delle caverne si nutrisse dei cadaveri dei Neanderthal, come esemplificato nelle caverne di Rochelot e Divje Babe I, in Francia e in Croazia rispettivamente, in cui furono rinvenuti frammenti di cranio, denti e di arti di Neanderthal con segni di consumo da parte delle iene. È possibile che gli umani talvolta si cibassero delle iene, come dimostrato da un'ulna di iena rinvenuta nella caverna di Maltravieso in Spagna che mostra chiari segni di scuoiamento.
Esistono una manciata di dipinti rupestri di iena delle caverne in Francia, risalenti al Paleolitico superiore. Un dipinto nella Grotta Chauvet mostra una silhouette di iena di profilo, con macchie evidenti sulla parte anteriore del corpo e sulla testa. Dato il profilo concavo, si pensa sia stata inizialmente una rappresentazione di orso delle caverne, per poi essere modificata come iena.
Nelle grotte di Lascaux, un dipinto rosso e nero di iena è presente nella parte della caverna nota come l'assiale Diverticule, e viene rappresentata in profilo, con quattro arti e una schiena pendente. Il corpo e il collo includono delle macchie. Un'immagine in una caverna nell'Ariège mostra una incisione profonda di un animale incompleto con le orecchie rotonde caratteristiche della iena macchiata. Nella caverna Le Gabillou in Dordogna c'è una figura incisa zoomorfa con un collo allungato, occhi grandi e rotondi, orecchie corte e rotonde. L'immagine include un largo sogghigno. Sebbene prima ritenuto essere un animale ibrido, è probabilmente una iena in base al muso largo e collo lungo.
La scarsità di rappresentazioni di iene nell'arte rupestre paleolitica è stato ipotizzato essere dovuto al rango relativamente inferiore dell'animale nella gerarchia di zoolatria; l'aspetto della iena era probabilmente sgradevole per i cacciatori dell'epoca glaciale, e non fu inseguita come preda. Non era, inoltre, un rivale serio come il leone della steppa o l'orso, e gli mancava l'imponenza del mammut e del rinoceronte lanoso.

## Nella cultura di massa
Appare nel film Alpha - Un'amicizia forte come la vita.